# Орлова-Давыдова, Мария Владимировна
Графиня Мария Владимировна Орлова-Давыдова (1840—1931) — русская дворянка, фрейлина императрицы Марии Александровны; с 1902 года — монахиня Магдалина, игуменья монастырской общины «Отрада и утешение» возле села Щеглятьево Серпуховского уезда Московской области.

## Биография
Родилась 2 января 1840 года в Санкт-Петербурге в семье Владимира Петровича Орлова-Давыдова и Ольги Ивановны Барятинской (1814—1876), дочери князя Ивана Ивановича Барятинского. Девочку крестили в Сергиевском всей артиллерии соборе, располагавшемся на углу Литейного проспекта и улицы Сергиевской, на которой жили Давыдовы.
Получила домашнее образование, была одарена красивым голосом и художественными способностями. С десяти лет брала уроки живописи у художника Петра Тутукина, позднее — у француза Фарамонда Бланшара, приехавшего в Санкт-Петербург на коронацию императора Александра II. Позднее Мария получила благословение на иконопись. По словам Ивана Аксакова, сёстры Орловы-Давыдовы в христианском смысле были даже «зрелее матери и выше». «В них нет тревоги, больше простоты и доброты, смирения, младенчества, больше ясности, какая-то беззаветность упования, они какие-то свои Богу, — писал поэт. — Мария рыжеволосая, некрасивая девушка, но с каким-то внутренним светом».
В 1860 году отец большого семейства — Владимир Орлов-Давыдов учредил майораты, и Марии предназначалась Щеглятьевская вотчина в Московской губернии, а также Тукшумское имение с деревнями Языково и Брусяны в Симбирской губернии. Интерес к собственным владениям у графини появился только спустя несколько лет, и любимым стало Щеглятьево.
В 1872 году умерла сестра Марии Евгения, муж которой попросил Марию и её мать взяться за воспитанием шестерых детей, старшей из которых было десять лет, а младшая была младенцем. После смерти матери Ольги Ивановны на попечении Марии осталась «Община добрых девушек» в селе Семёновском, школы в окрестных деревнях близ «Отрады» и петербургская благотворительная община с больными старушками и осиротевшими детьми.
В 1882 году император Александр III подписал указ о создании Императорского православного палестинского общества, и графиня Мария Орлова-Давыдова вошла в состав 43 его членов-учредителей. Весной 1883 года графиня приехала в свою вотчину в Щеглятьево и стала заниматься его хозяйством. Продолжала она также опекать отрадинскую «Общину добрых девушек», которую в 1889 году посетил митрополит Московский и Коломенский Иоанникий (Руднев).

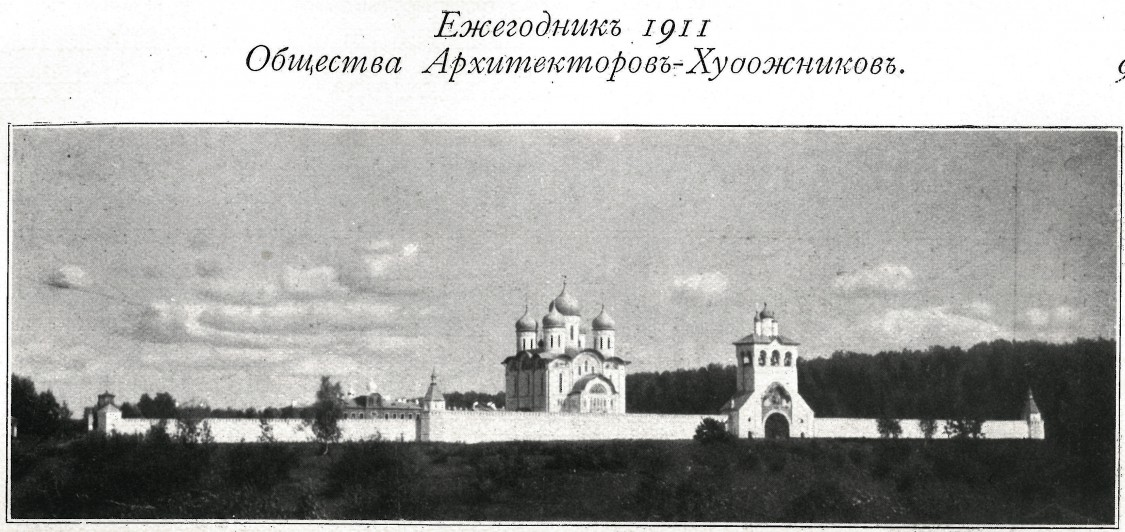
Община «Отрада и утешение» в 1911 году

В 1890 году Мария Владимировна приобрела в Щеглятьеве 14 десятин земли с пустошью Добрынихой для обустройства своего имения. Графиня задумала обустроить в Добрынихе православную культурно-просветительскую и благотворительную общину, целью которой видела «служение ближней окрестности в их нуждах, уход за больными, обучение и воспитание детей женского пола…» Вскоре она возвела для общины двухэтажную кирпичную богадельню, а в 1893 году начала строительство домового храма во имя иконы Божией Матери «Отрада и утешение». Создав общину, Мария стала её настоятельницей и приняла постриг с именем Магдалина. В 1899 году игуменья Магдалина приступила к возведению соборного храма во имя Успения Божией Матери, заказав проект академику архитектуры Сергею Соловьёву, который взял за образец Успенский собор в Кремле.
Перед Первой мировой войной в общине проживали 130 сестёр, 50 обитателей богадельни; до 30 детей-сирот в возрасте от 2 до 14 лет воспитывались в приюте. За счёт настоятельницы матушки Магдалины содержалась частная лечебница; хозяйство имело собственных лошадей, молочную ферму со скотом улучшенной породы, образцовую пасеку, плодовый сад, огород, ткацкую, трикотажную, портновскую и башмачную мастерские, мельницу.
Всё это было разрушено революцией. Чтобы не подвергать разгрому монастырь, игуменья Магдалина решилась на преобразование общины «Отрада и утешение» в сельскохозяйственную артель «Добрыниха». Формально хозяйство стал возглавлять комиссар И. Д. Сысенков, фактически продолжала управлять общиной матушка Магдалина. В сентябре 1925 года Серпуховской уездный исполнительный комитет принял решение о выселении из Добрынихи игуменьи Магдалины и её подчинённых, а на базе артели создали колхоз под названием «Весна». Наступление советской власти на артель окончилось расформированием в 1929 году.
После изгнания из обители матушка Магдалина поселилась у добрых людей в деревне Степыгино. После перелома шейки бедра она уже не могла ходить самостоятельно, к тому же почти потеряла зрение. Скончалась она в нищете в 1931 году. Была похоронена в дубовой роще возле монастыря, который она создала.